# 阳州
阳州，南北朝时东魏、西魏设立的州，约在今河南省洛阳市宜阳县。
东魏天平初年分司州的宜阳郡（治所在今河南省宜阳县西四十八里韩城镇）置阳州，后入西魏，武定初年收复。阳州下辖二郡：宜阳郡（包括宜阳县、西新安县、东亭县）、金门郡（包括金门县、南渑池县、南陕县、卢氏县）。辖境相当今河南省宜阳县、洛宁县二县境。后来又被西魏、北周夺取，周明帝二年（558年）改为熊州，隋炀帝时，宜阳县属于河南郡。另春秋时鲁国城邑也有阳州，在今山东省东平县西北。